# Clavariadelphus occidentalis
Clavariadelphus occidentalis är en svampart som beskrevs av Methven 1989. Clavariadelphus occidentalis ingår i släktet Clavariadelphus och familjen Clavariadelphaceae.   Inga underarter finns listade i Catalogue of Life.